# Sebastiano Nardone
Sebastiano Nardone (Ortona, 26 aprile 1958) è un attore italiano.

## Biografia
Sebastiano Nardone esordisce al cinema nel film Il minestrone diretto da Segio Citti nel 1981. Nel 1989 è il protagonista del film Ne parliamo lunedì del regista Luciano Odorisio. 

## Filmografia

### Cinema
- Il minestrone, regia di Sergio Citti (1981)
- Un complicato intrigo di donne, vicoli e delitti, regia di Lina Wertmüller (1985)
- A me mi piace, regia di Enrico Montesano (1985)
- Mezzo destro, mezzo sinistro - 2 calciatori senza pallone, regia di Sergio Martino (1985)
- Palla al centro, regia di Federico Moccia (1987)
- Zoo, regia di Cristina Comencini (1988)
- Via Paradiso, regia di Luciano Odorisio (1988)
- Ne parliamo lunedì, regia di Luciano Odorisio (1989)
- Passi sulla Luna, regia di Claudio Antonini (1991)
- Caro diario, regia di Nanni Moretti (1993)
- Western di cose nostre, regia di Mariano Lamberti (1993) - cortometraggio
- La guerra degli Antò, regia di Riccardo Milani (1999)

### Televisione
- Il generale – miniserie TV (1987)
- L'ombra della spia – film TV (1988)
- Felipe ha gli occhi azzurri – serie TV (1991)
- Una famiglia in giallo – serie TV (1991)
- Felipe ha gli occhi azzurri 2 – serie TV (1993)
- Suburra - La serie – serie TV (2020)